# تامیا
تامیا (به انگلیسی: Tamia) (زاده ۹ مهٔ ۱۹۷۵) خواننده کانادایی است.